# Metropolitano de Rennes

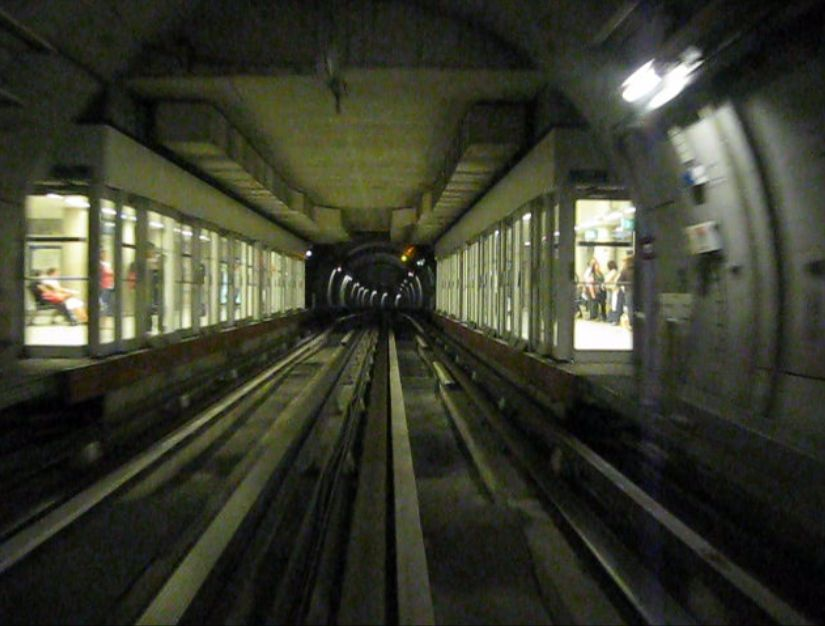
Tunel da estação République.

O Metro de Rennes é o sistema de metropolitano que opera na cidade francesa de Rennes. Foi inaugurado a 15 de Março de 2002.
É constituído apenas por uma linha com 9,4 quilómetros de comprimento que circula de Noroeste para Sudeste desde a estação de J.F. Kennedy até a de La Poterie.

Actualmente conta com 15 estações, das quais 13 são subterrâneas. A estação de La Poterie e os seus viadutos foram projectados por Norman Foster.
Rennes, com 220.000 habitantes, é a menor cidade do mundo a ter um sistema de metropolitano operativo. O metro conta com 140.000 passageiros diários, número que poderá subir aos 200.000 passageiros nos próximos anos.
- Lista de estações do Metro de Rennes